# Литвинова, Ольга Ивановна
Ольга Ивановна Литвинова (род. 2 апреля 1967 года, Ташкент, УзССР, СССР) — узбекский политический деятель, преподаватель математики и информатики. Депутат законодательной палаты Олий Мажлиса Республики Узбекистан, член Комитета по вопросам науки, образования, культуры и спорта. Член Экологической партии Узбекистана.

## Биография
Родилась 2 апреля 1967 года в городе Ташкент.
В 1989 году окончила Ташкентский государственный педагогический институт имени Низами, получив высшее образование по специальности учителя математики и информатики. В том же году начала работать учителем в школе № 166 Хамзинского района (ныне Яшнабадский) города Ташкент. Затем, с 2003 по 2004 год работала заместителем директора общеобразовательной средней школы № 166. С 2004 года — директор этой школы.

## Награды
- В 2004 году Литвиновой Ольге присуждено звание «Отличник народного образования Республики Узбекистан».
- В 2011 награждена орденом «Дустлик».
- В 2018 году Ольге Ивановне было присвоено очередное почетное звание «Заслуженный наставник молодёжи Узбекистана».